# Ana Luiza Mohr
Ana Luiza Mohr Casé Stahnke (Blumenau, 5 de abril  de  1995) é uma jogadora brasileira de vôlei de praia que conquistou a medalha de ouro em etapas do Circuito Sul-Americano no evento Future do Circuito Mundial de 2023.

## Carreira
O início na prática do voleibol indoor deu-se  aos 12 anos de idade ao ser aprovada na peneira do BluVôlei, não encontrando oportunidades teve a oportunidade de fazer uma experiência no vôlei de praia em um projeto de iniciação esportiva na cidade de Blumenau, aos 16 anos decidiu migrar para esta modalidade, competiu nas categorias com formações de dupla catarinenses. Em novembro de 2017, avançou  ao lado de Paula Garcia  ao torneio principal do Open em Itapema, depois, formou dupla com Tory Paranaguá permanecendo de 2020 a 2021, em 2021 atuou com Érica Freitas, em 2022 esteve ao lado de Solange Rodrigues Leal  e com Verena Figueira e Rúpia Inck Furtado com quem estreou no Challegen de Itapema do Circuito Mundial de 2022,  e iniciou neste ano com Carolina Horta no Elite 16 de Uberlândia, e em 2023 venceram as etapas de Santiago do Chilee de Rio Hondo do Circuito Sul-Americano , e conquistaram a medalha de ouro no Future em Miguel Pereira do Circuito Mundial de 2023

## Títulos e resultados
- Future de Miguel Pereira do Circuito Mundial de Vôlei de Praia de 2023
- Etapa de Rio Hondo do Circuito Sul-Americano de Vôlei de Praia:2023
- Etapa de Santiago do Circuito Sul-Americano de Vôlei de Praia:2023